# Castrillo de Riopisuerga
Castrillo de Riopisuerga est une commune d'Espagne dans la communauté autonome de Castille-et-León, province de Burgos. Elle s'étend sur 17,444 km2 et comptait environ 70 habitants en 2011.